# Wallach IX
Wallach IX es un planeta ficticio en la saga de novelas de ciencia ficción Dune, de Frank Herbert. Noveno planeta de Laoujin, más conocido por ser la sede de la Escuela Madre Bene Gesserit.
En la trilogía de proto-secuelas Leyendas de Dune, escritas por Brian Herbert y Kevin J. Anderson, Whallach IX era uno de los Mundos Sincronizados, y fue atacado por la flota de la Yihad Butleriana durante su sistemática destrucción con atómicas de todos los Mundos Sincronizados. Posteriormente, en la serie original, Wallach IX es la sede de la Escuela Madre Bene Gesserit.

## Referencia bibliográfica
- Frank Herbert, Dune. Barcelona: Ediciones Debolsillo, 2003. ISBN 9788497596824
- Brian Herbert, Kevin J. Anderson Dune: La Yihad Butleriana. Best Seller Debolsillo: Barcelona, 2005. ISBN 9788497936729
- Brian Herbert, Kevin J. Anderson Dune: La cruzada de las máquinas. Best Seller Debolsillo: Barcelona, 2007. ISBN 9788483463659
- Brian Herbert, Kevin J. Anderson Dune: La batalla de Corrin. Best Seller Debolsillo: Barcelona, 2007. ISBN 9788401336362